# ماستييس
ماستييس (بالإنجليزية: Masties) (حكم من 426 إلى 494 أو 449-516) هو ملك أمازيغي خلال القرن الخامس، حاكم مملكة رومانية مورية (مملكة الأوراس) تقع في شرق الجزائر.

## السيرة
خلال سقوط الإمبراطورية الرومانية الغربية في النصف الثاني من القرن الخامس، تم تشكيل العديد من الممالك الرومانية البربرية (بما في ذلك مملكة الطافا) في المناطق الجبلية من المحافظات التي لم تكن خاضعة لسيطرة المملكة الوندالية. منذ خلع رومولوس أوغستولوس من قبل أودواكر في 476، واغتيال آخر امبراطور غربي شرعي يوليوس نيبوس عام 480، أصبحت هذه الممالك دولًا تابعة للإمبراطورية الرومانية الشرقية.
أقام ماستييس مملكته في نوميديا وكانت آريس مقر إقامته. من أجل إضفاء الشرعية على عهده مع المقاطعات الرومانية، قبل لقب إمبراطور وأعلن نفسه صراحة مسيحي بعد 476 كجزء من التمرد ضد الملك الوندالي هنريق.
وفقا لكتابات وجدت في آريس حكم ماستييس لمدة 67 عاما باعتبارها دوكس و40 سنة منها كإمبراطور «للرومان والمور» حتى عام 516م حيث عرف كيف يمارس سياسة ماهرة للتوازن بين البيزنطيين والمور. ليس هناك ما يدل على أن القسطنطينية قد اعترفت بـ«إمبراطورية ماستييس»، حيث كان الأمراء البربر يعتبرون «مغتصبين».
وقد خلفه لاحقا يبداس.